# Figurines animales mycéniennes de l'Helladique Récent
Les figurines animales mycéniennes de l'Helladique Récent sont des sculptures mycéniennes en terre cuite datant de l'époque helladique récente 1650 à 1030 av. J.-C.

## Signification
L'utilisation de des figurines est inconnues, si elles ont été retrouvées en nombre dans les lieux de sépulture, la présence d'anneaux laisse supposer une certaine utilité. 

## Liste de figurines
Liste ci dessous présente quelques figurines animales mycéniennes de l'Helladique Récent.
| Figurine                             | Description                      | Période                        | Lieu de découverte | Lieu d'exposition              | Photo |
| Figurine animale avec boucle dorsale | Figurine en terre cuite peinte.  | 1400 à 1300 av. J.-C. HR IIIA  | Mycènes, tombe 1.  | Musée archéologique de Mycènes |       |
| Chariot entre deux chevaux           | Statuette en terre cuite peinte. | 1250 à 1180 av. J.-C. HR IIIB2 | Mycènes,           | Musée archéologique de Mycènes |       |